# Leptopsammia chevalieri
Leptopsammia chevalieri är en korallart som beskrevs av Zibrowius 1980. Leptopsammia chevalieri ingår i släktet Leptopsammia och familjen Dendrophylliidae. Inga underarter finns listade i Catalogue of Life.